# ネナ・チェリー

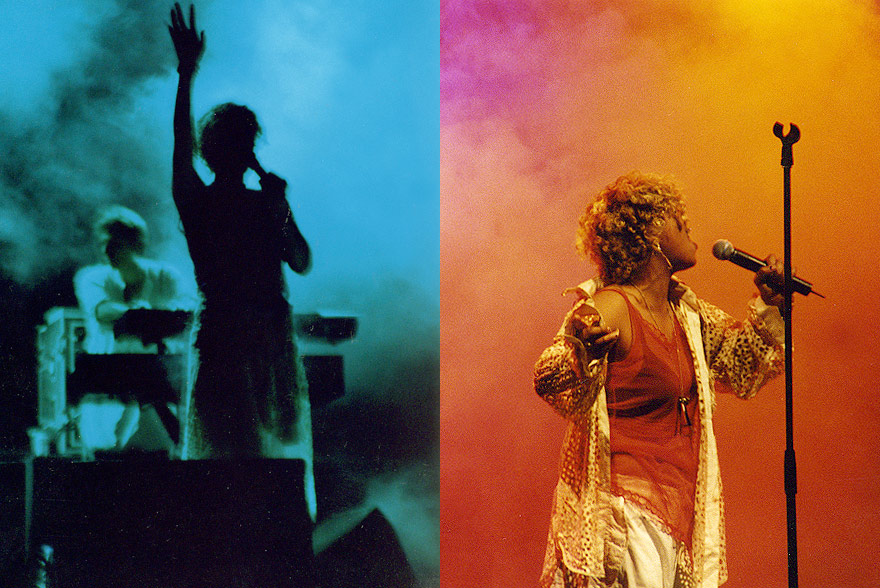
ネナ・チェリー（1996年、ウィーンにて）

ネナ・チェリー（Neneh Cherry、1964年3月10日 - ）は、スウェーデン・ストックホルム出身の歌手。継父にフリー・ジャズのトランペッター、ドン・チェリーを持つ。イーグル・アイ・チェリーは、異父弟にあたる。前夫は、元ポップ・グループのブルース・スミス。1984年にモーガン&マクヴィのキャメロン・マクヴィと再婚している。娘にシンガーのメイベルがいる。

## 略歴
1964年、シエラレオネ共和国出身のパーカッショニストで父のアーマドゥ・ジャーとテキスタイル・コラージュの作家として知られる、母モキ・チェリーの間に生まれる。
1980年にイギリス・ロンドンへ移住。
ニュー・ウェイヴ／ポストパンクのグループ、スリッツ、ニュー・エイジ・ステッパーズ、リップ・リグ&パニック、フロート・アップ・CPに参加する。
1986年、菊池武夫のファッションショーの出演に伴い、モデル、スタイリスト、フォトグラファーから構成された集団「BUFFALO」のメンバーとして、ワイルド・バンチと共に日本ツアーが行われた。
1988年、シングル「Buffalo Stance」が、全米チャート（Billboard Hot 100）第3位、全英シングルチャート（ミュージック・ウィーク）第3位のヒットを記録した。
1989年、ファースト・アルバム『ロウ・ライク・スシ』をリリース。シングル「Manchild」は、全英チャート第5位を、シングル「Kisses on The Wind」は、全米チャート第8位を記録した。「Manchild」は、マッシヴ・アタックのロバート・デル・ナジャ（3D）が作曲している。
1990年、ブリット・アワードの「Best Single」と「Best Female Vocalist」を受賞。コール・ポーターのトリビュート・アルバム『Red, Hot & Blue』からシングルカットされた「I've Got You Under My Skin」 は、ジャングル・ブラザーズをプロデューサーに迎えて制作され、全英チャート第25位を記録した。
1991年、マッシヴ・アタックのデビュー・アルバム『ブルー・ラインズ』に参加。
1992年、R.E.M.のマイケル・スタイプ、ギャング・スターが参加したセカンド・アルバム『ホームブルー』をリリースした。
1994年、ユッスー・ンドゥールと共演したシングル「7 Seconds」は、全仏チャート（SNEP）、スイス・チャート第1位、全英チャート第3位を記録した。同曲は、MTV・ヨーロッパ・ミュージック・アワードにおいて「Best Song（最優秀楽曲賞）」を受賞している。
1995年には、プリテンダーズのクリッシー・ハインド、シェール、エリック・クラプトンらと共演したシングル「Love Can Build a Bridge」が、全英チャート第1位を記録した。また、マーヴィン・ゲイのトリビュート・アルバム『マーヴィン・ゲイ・トリビュート (Inner City Blues The Music Of Marvin Gaye)』に収録された「Trouble Man」がシングル・カットされた。
1996年、サード・アルバム『マン』からシングルカットされた「Woman」は、全英チャート第9位を記録。
2005年、ゴリラズのアルバム『ディーモン・デイズ』に参加。夫のキャメロン・マクヴィとサーカス (CirKus)を結成した。
2012年、フリージャズのグループ、ザ・シング (The Thing)と共にアルバム『ザ・チェリー・シング』をリリースした。
2014年、フォー・テットをプロデューサーに迎えた4thアルバム『ブランク・プロジェクト』をリリースした。
2018年、フォー・テットとロバート・デル・ナジャ（3D）をプロデューサーに迎えた5thアルバム『ブロークン・ポリティクス』をリリースした。
2022年、THE FACEが作成したドキュメンタリー「Neneh Cherry documentary with Honey Dijon, Zadie Smith, Robyn and Dick Jewell」をYouTubeで公開。
2024年、自伝「A Thousand Threads: A Memoir」を出版。

## ディスコグラフィ

### スタジオ・アルバム
- 『ロウ・ライク・スシ』 - Raw Like Sushi (1989年)
- 『ホームブルー』 - Homebrew (1992年)
- 『マン』 - Man (1996年)
- 『ブランク・プロジェクト』 - Blank Project (2014年)
- 『ブロークン・ポリティクス』 - Broken Politics (2018年)

### リミックス・アルバム
- Remixes (1997年)
- 『ブランク・プロジェクト・リミキシーズ』 - Blank Project Remixes (2014年)
- The Versions (2022年)

### コラボレーション・アルバム
サーカス (CirKus)
- Laylow (2006年)
- Laylower (2007年) ※リミックス・アルバム
- Medicine (2009年)

ネナ・チェリー&ザ・シング
- 『ザ・チェリー・シング』 - The Cherry Thing (2012年)
- 『ザ・チェリー・シング・リミキシーズ』 - The Cherry Thing Remixes (2012年) ※リミックス・アルバム

### リップ・リグ&パニック
- 『ゴッド』 - God (1981年)
- 『アイ・アム・コールド』 - I Am Cold (1982年)
- 『アティテュード』 - Attitude (1983年)